# Moleta del Salvatge
La Moleta del Salvatge és una muntanya de 973 metres que es troba al municipi d'Horta de Sant Joan, a la comarca de la Terra Alta.